# Erik Andersson (lingvist)
Erik Vilhelm Andersson, född 2 februari 1948 i Finström på Åland, död 21 april 2018 i Åbo, var en finländsk grammatikforskare och diktare och professor vid Åbo Akademi.
Andersson disputerade 1977 vid Åbo Akademi på avhandlingen Verbfrasens struktur i svenskan. Från 1977 till 1991 var han biträdande professor och 1991 befordrades han till ordinarie professor i svenska språket vid samma lärosäte. Han gick i pension 2012.
Från och med 1986 var han ledamot av Finska Vetenskaps-Societeten.
Andersson har bland annat medverkat i uppgörandet av Svenska Akademiens grammatik, men även gett ut en egen grammatika: Grammatik från grunden: En koncentrerad svensk satslära (1993) Han har dessutom publicerat två diktsamlingar och skrivit mässor (Vi famnas av din skapelse, Se Människan).
År 2016 tilldelades Andersson Svenska Akademiens språkforskarpris.